# Musztafa Manszúr
Musztafa Kámel Manszúr, arabul: مُصْطَفَى كَامِل مَنْصُور (1914. augusztus 2. – 2002. július 24.) válogatott egyiptomi labdarúgókapus, politikus.

## Pályafutása
Az El-Ahlí labdarúgója volt. 1937–1939 között a skót Queen’s Park csapatában védett.
Az egyiptomi válogatott tagjaként részt vett az 1934-es olaszországi világbajnokságon és az 1936-os berlini olimpián.
Visszavonulása után az El-Ahlí csapatánál edzőként dolgozott.